# Russische toyterriër
De  Russische toyterriër  is een door de FCI erkend en van oorsprong in Rusland gefokt hondenras.

## Uiterlijk
Op het eerste gezicht lijkt het ras op de épagneul nain continental. De vacht van de Russische toyterriër kan kort en glad zijn of langharig, in de kleuren black and tan, rood, sabel (zwart), heel soms chocoladebruin met tan.
Een volwassen dier wordt ongeveer 25-26 centimeter hoog en heeft een gewicht van 2,7 tot 3 kilogram.
Bichon frisé ·
Bolognezer ·
Bostonterriër ·
Cavalier-kingcharlesspaniël ·
Chihuahua ·
Chinese gekuifde naakthond ·
Coton de Tuléar ·
Épagneul nain continental ·
Franse buldog ·
Franse poedel ·
Griffon belge ·
Griffon bruxellois ·
Havanezer ·
Japanse spaniël ·
Kingcharlesspaniël ·
Kromfohrländer ·
Leeuwhondje ·
Lhasa Apso ·
Maltezer ·
Markiesje ·
Mopshond ·
Pekingees ·
Petit brabançon ·
Prazsky krysarik ·
Russische toyterriër ·
Shih tzu ·
Tibetaanse spaniël ·
Tibetaanse terriër